# Manuel Subiño i Ripoll
Manuel Subiño i Ripoll (1904-1984) va ser un arquitecte racionalista català, membre del GATCPAC.

## Biografia
Va estudiar a l'Escola Tècnica Superior d'Arquitectura de Barcelona, on es va titular el 1929. Va ser un dels membres fundadors, el 1930, del GATCPAC (Grup d'Arquitectes i Tècnics Catalans per al Progrés de l'Arquitectura Contemporània). Aquest grup va abordar l'arquitectura amb voluntat renovadora i alliberadora del classicisme noucentista, així com la d'introduir a Espanya els nous corrents internacionals derivats del racionalisme practicat a Europa per arquitectes com Le Corbusier, Ludwig Mies van der Rohe i Walter Gropius. El GATCPAC defensava l’adequació de l’arquitectura als nous temps, així com la utilització de nous materials, com les plaques de fibrociment o uralita, a més de materials més lleugers com el vidre.
Subiño es va incorporar al GATCPAC com a soci director i, dins de l'organigrama, va ser secretari. El 1931, els socis directors del GATCPAC van organitzar un gabinet tècnic per a l'estudi de diversos camps d'actuació arquitectònica i urbanística, que van ser dividits entre els seus membres a través de comissions: a Subiño, al costat de Cristòfor Alzamora i Abreu, li va ser encomanat Ordenaments municipals.
El 1933 va elaborar amb Josep González i Esplugas un avantprojecte de sala d'actes per al Col·legi d'Advocats de Barcelona i, a l'any següent, un projecte de Bar Yokohama amb Germà Rodríguez i Arias. El 1937 va elaborar un parvulari annex al grup escolar del carrer Salmerón 190-192, a Barcelona.